# Meilė
Meilė ist ein weiblicher litauischer Vorname, abgeleitet von meilė, dt. Liebe.

## Personen
- Meilė Lukšienė (1913–2009),  Literaturwissenschaftlerin und Bildungshistorikerin.